# Hermannia burkei
Hermannia burkei är en malvaväxtart som beskrevs av Burtt Davy. Hermannia burkei ingår i släktet Hermannia och familjen malvaväxter. Inga underarter finns listade i Catalogue of Life.

## Bildgalleri

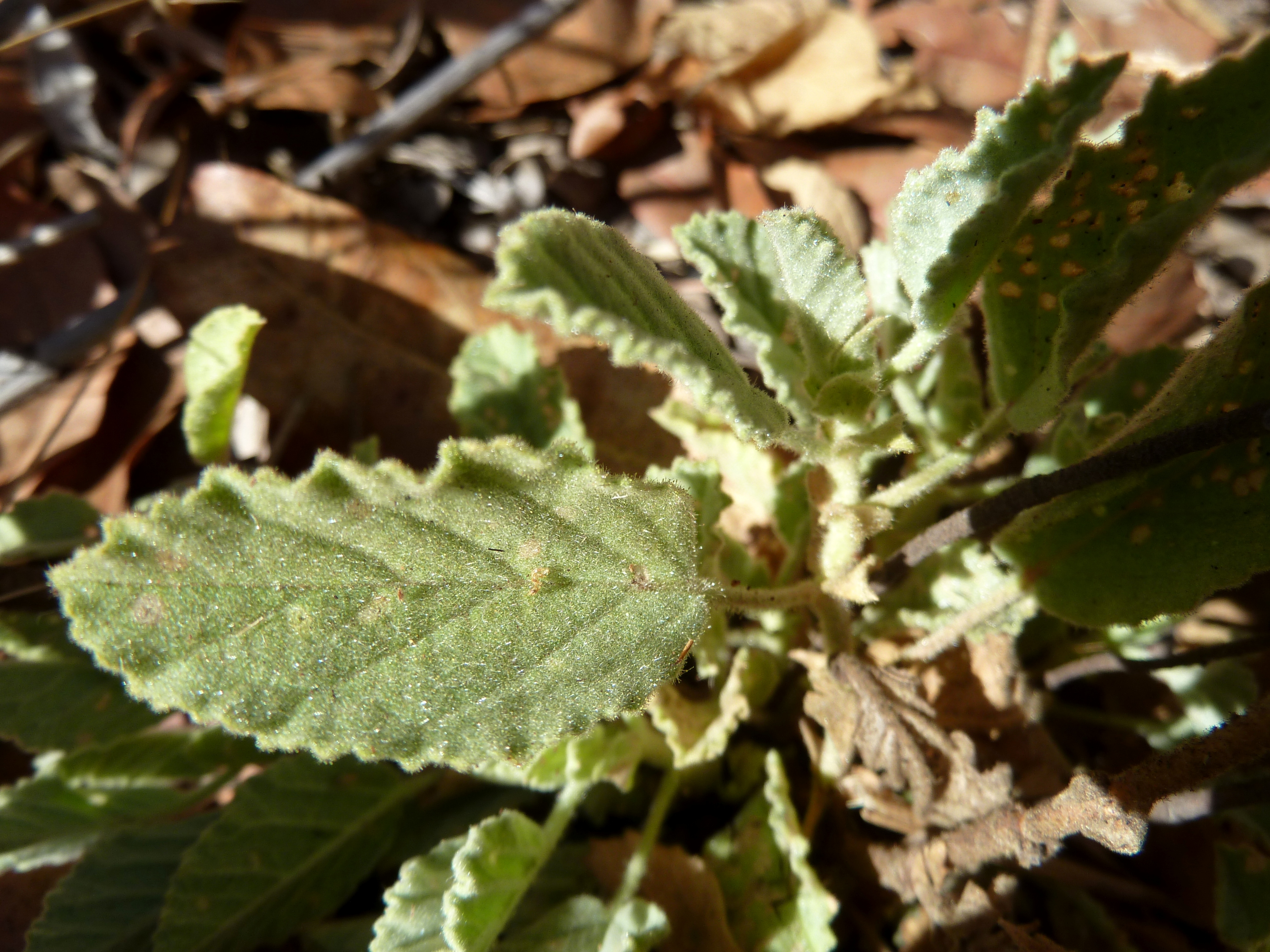
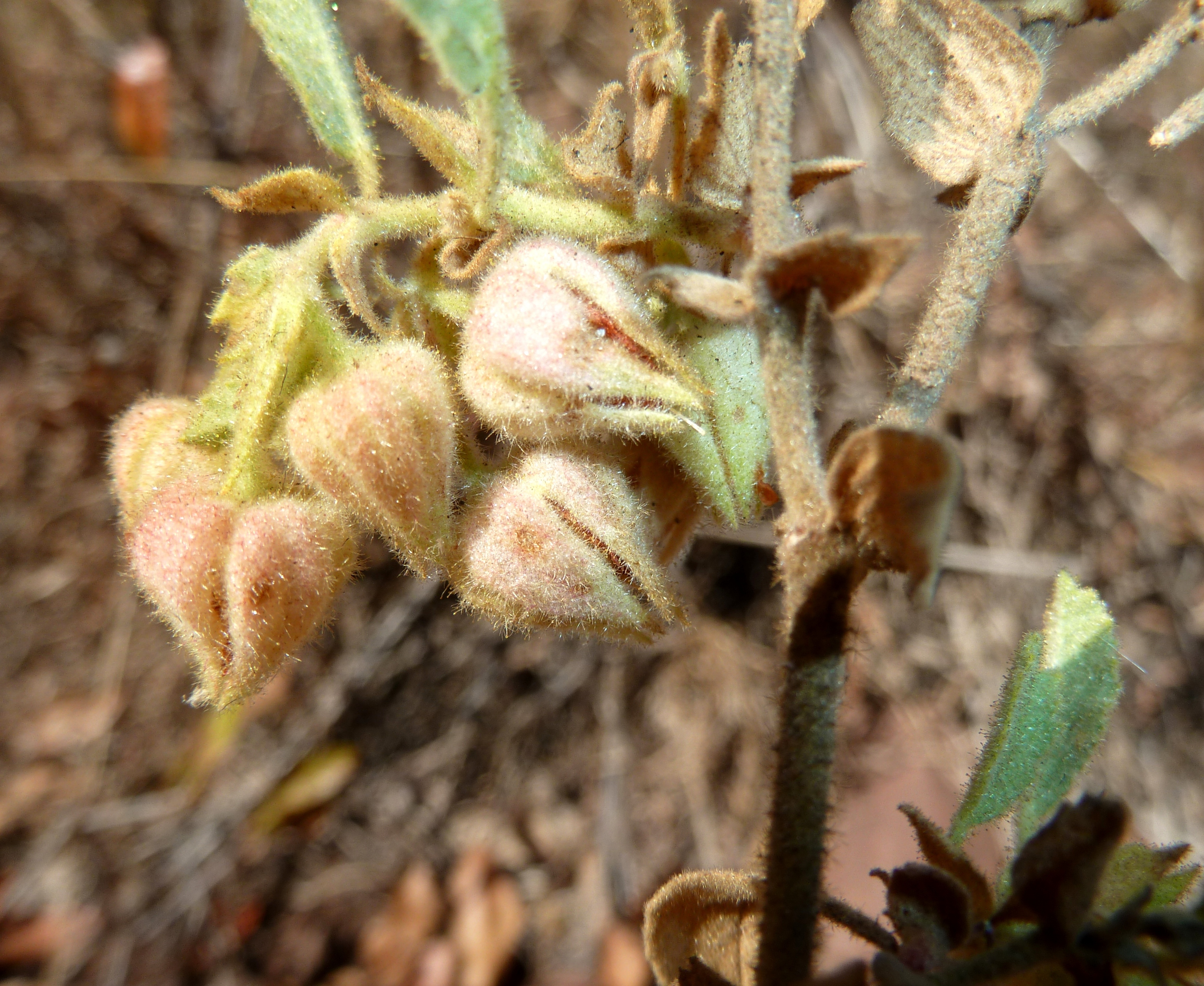